# The Palazzo
The Palazzo /pəˈlɑːtsoʊ/ (còn được gọi là The Palazzo at The Venetian) là một khu nghỉ mát khách sạn và sòng bạc xa xỉ nằm trên Las Vegas Strip tại Paradise, Nevada. The Palazzo là một phần của một khu phức hợp lớn hơn (hoạt động như một khách sạn) bao gồm khu nghỉ dưỡng Venetian liền kề và Venetian Expo, tất cả đều thuộc sở hữu của Vici Properties và được quản lý bởi Apollo Global Management. Khu phức hợp này xếp hạng là khách sạn lớn thứ hai trên thế giới.
The Palazzo được phát triển bởi Las Vegas Sands như một tài sản anh em của khu nghỉ dưỡng Venetian của họ, mở cửa vào năm 1999. Xây dựng The Palazzo bắt đầu vào tháng 9 năm 2004, và khu nghỉ dưỡng bắt đầu mở cửa từng giai đoạn vào ngày 30 tháng 12 năm 2007. Tài sản trị giá 1,9 tỷ đô la có một chủ đề Ý, và bao gồm một sòng bạc 105.000 foot vuông (9.800 m2), 3.066 phòng suite trong một tòa tháp 50 tầng, khu mua sắm Grand Canal Shoppes rộng 875.000 foot vuông (81.300 m2), và một rạp hát có 1.800 chỗ ngồi. Khu nghỉ mát được thiết kế như một nhà xanh bởi HKS Architects. Năm 2008, nó đã nhận chứng chỉ Bạc LEED từ Hội đồng Xây dựng Xanh Hoa Kỳ, trở thành toà nhà được chứng nhận LEED lớn nhất thế giới. Nó đã được bán cho Apollo Global Management và Vici Properties vào năm 2022.

## Lịch sử

### Bối cảnh
The Palazzo là tài sản anh em với The Venetian, nằm ngay phía nam. Cả hai đều được doanh nhân Sheldon Adelson phát triển thông qua công ty của ông, Las Vegas Sands. The Venetian mở cửa vào năm 1999, và Adelson đã lên kế hoạch bắt đầu xây dựng một khu nghỉ dưỡng thứ hai vào cuối năm đó, được biết đến với tên Lido, được đặt theo tên Lido di Venezia. Ban đầu, Adelson hy vọng sẽ mở cửa khu nghỉ dưỡng thứ hai vào năm 2000, nhưng thay vào đó, ông đã hoãn dự án ngay sau khi Venetian khai trương. The Venetian mở cửa trong khi việc xây dựng vẫn đang diễn ra, và Adelson muốn đợi đến khi công trình hoàn thành trước khi tìm kiếm nguồn vốn cho một khu nghỉ dưỡng khác.
Khu đất Palazzo đã từng được sử dụng bởi nhiều nhà nghỉ từ thời điểm lâu đời nhất là từ năm 1949. Khách sạn Tam O'Shanter được xây dựng và khai trương vào năm 1959, trên một diện tích đất rộng khoảng 1,5 acre. Nó do chủ sở hữu Bernie Zeldin sở hữu và được đặt theo tên sân golf Tam O'Shanter ở bang Illinois, nơi ông thường xuyên chơi golf. Khách sạn có 100 phòng, và có biểu tượng neon độc đáo giống mũ Tam o' shanter. Bernie Zeldin đã từ chối nhiều lời mời mua khách sạn Tam O'Shanter, bao gồm cả một lời đề nghị từ doanh nhân Howard Hughes.
Trước khi qua đời vào năm 1997, Zeldin đã hoàn tất thỏa thuận bán khách sạn Tam O'Shanter cho Las Vegas Sands với giá 12,5 triệu đô la. Adelson là bạn của Zeldin. Vào tháng 10 năm 1998, các quan chức Venetian đã mua 11,4 mẫu Anh (4,6 ha) đất, bao gồm cả khách sạn Tam O'Shanter. Con gái của Zeldin đã điều hành khách sạn Tam O'Shanter cho đến khi nó đóng cửa. Vào cuối năm 2003, gia đình Zeldin được thông báo về kế hoạch phá hủy khách sạn để xây dựng một khu nghỉ dưỡng trong tương lai, sau này được biết đến với tên gọi Palazzo.
Tam O'Shanter đã đóng cửa vào ngày 12 tháng 1 năm 2004, và được phá hủy một tháng sau đó, sau một dự án loại bỏ amiăng mất 19 ngày để hoàn thành. Một khách sạn Vagabond Inn, cũng nằm trên khu đất này, cũng chứa amiăng và đã bị phá hủy đồng thời. Chi phí loại bỏ amiăng là từ 500.000 đến 1 triệu đô la. Khu đất cũng từng là nơi của nhà hàng Las Vegas Kosher Deli, cũng như một số cửa hàng nhỏ thuộc sở hữu của Venetian, dự kiến sẽ đóng cửa để làm đường cho Palazzo.

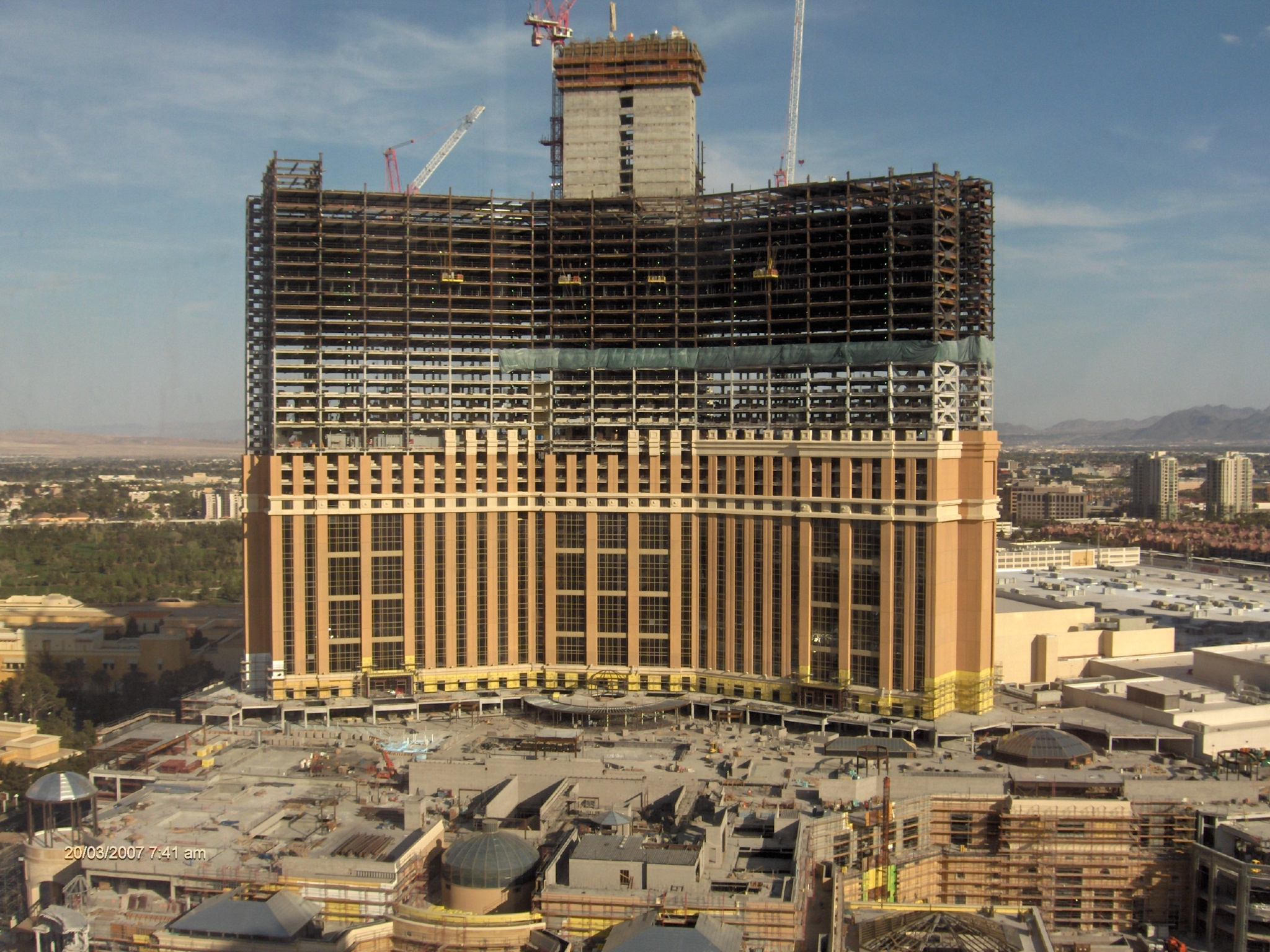
The Palazzo during construction (March 2007)

Nhà phát triển địa phương Steve Wynn đã phản đối dự án, cho rằng khu vực Venetian/Palazzo đã thiếu chỗ đỗ xe. Wynn đang phát triển khách sạn Wynn Las Vegas đối diện và lo ngại rằng chỗ đỗ xe tại tài sản của ông sẽ được sử dụng bởi khách của Palazzo.
Công việc xây dựng Palazzo bắt đầu vào tháng 9 năm 2004, mà không có lễ khởi công. Khu nghỉ dưỡng chiếm dụng 14 mẫu Anh (5,7 ha) diện tích. Đội công nhân đã mất 13 tháng để đào sâu gần 70 feet, nhằm xây dựng một bãi đậu xe ngầm chứa 4.400 chỗ. Quay phim cho bộ phim năm 2007 Ocean's Thirteen diễn ra tại tòa tháp khách sạn của Palazzo trong quá trình xây dựng, giả làm khu nghỉ dưỡng Bank giả tưởng trong bộ phim.
Tổng chi phí cho khu nghỉ dưỡng là 1,9 tỷ đô la. Vào tháng 12 năm 2004, Las Vegas Sands đã thực hiện Đợt chào bán công cộng đầu tiên, một phần trong số tiền thu được được sử dụng cho dự án Palazzo. Các nguồn tài trợ khác đến từ việc bán Grand Canal Shoppes, một trung tâm mua sắm trong Venetian.

### Mở cửa và những năm tiếp theo
Xây dựng tiếp tục sau khi khu nghỉ mát được mở cửa, diễn ra theo từng giai đoạn. Phần sòng bạc có một lễ mở cửa mềm vào ngày 30 tháng 12 năm 2007. Một vài ngày sau đó, Las Vegas Sands quảng bá khu nghỉ mát bằng một đoàn diễu hành trong Hoa hồng Parade tại California. Khách sạn mở cửa vào ngày 4 tháng 1 năm 2008, và khu nghỉ mát đã tổ chức một lễ khai trương lớn từ ngày 17 đến 19 tháng 1, với các buổi biểu diễn của Diana Ross và Seal. Khu nghỉ mát đã thuê 4.000 nhân viên. Giống như Venetian, khách tham dự hội nghị sẽ là một nhóm khách quan trọng tại Palazzo; một nhóm khác là các nhà cược chuyên nghiệp người Á-Âu.
Năm 2009, Palazzo đã nhận giải thưởng AAA Five Diamond Award (Giải thưởng Năm sao Ngôi sao AAA).
Travel + Leisure đã bao gồm Palazzo trong danh sách 100 khách sạn hàng đầu trên thế giới, xếp hạng thứ 48 và thứ 18 cho năm 2009 và 2010 tương ứng. Travelocity xếp nó lên vị trí thứ tám trong danh sách 10 khách sạn Las Vegas hàng đầu năm 2011, dựa trên đánh giá của khách hàng. Năm 2020, độc giả của USA Today xếp Venetian và Palazzo vào top 10 sòng bạc tốt nhất ở Las Vegas.
Đến cuối năm 2020, Las Vegas Sands muốn tập trung vào hoạt động tại Macau. Công ty đã bắt đầu đàm phán để bán Venetian, Palazzo và khu triển lãm Sands Expo gần đó. Sheldon Adelson qua đời vào tháng 1 năm 2021, và hai tháng sau, Las Vegas Sands thông báo sẽ bán ba cơ sở Las Vegas này với giá 6,25 tỷ đô la. Trong thỏa thuận, Vici Properties mua đất dưới các cơ sở này với giá 4 tỷ đô la, và Apollo Global Management mua quyền vận hành với giá 2,25 tỷ đô la theo thỏa thuận thuê triple net lease agreement với Vici. Việc bán đã hoàn tất vào tháng 2 năm 2022.

## Các Đặc điểm
Palazzo có diện tích 7.500.000 foot vuông (700.000 m2). Nó bao gồm 105.000 foot vuông (9.800 m2) không gian chơi game. Giống như Venetian, Palazzo là một khách sạn toàn bộ là hạng suite. Nó có 3.066 phòng. Tòa nhà khách sạn 50 tầng cao 642 ft (196 m), và ngay khi mở cửa, nó đã tạm thời trở thành tòa nhà cao nhất Nevada. Tòa nhà cao 68 tầng Fontainebleau Las Vegas đã được hoàn thành sau đó vào năm 2008.
Khu nghỉ mát được thiết kế bởi HKS Architects. Khác với Venetian, Palazzo chỉ mang một chủ đề Ý nhẹ và có thiết kế hiện đại hơn. Theo HKS, "Chủ nhân thực sự không muốn một khu phức hợp có chủ đề như Venetian. Ý tưởng là tạo ra một tòa nhà cao cấp dựa trên nguồn cảm hứng từ Rodeo Drive, Bel-Air và Beverly Hills". Palazzo được xây dựng như một công trình xanh, tích hợp các phương pháp tiết kiệm năng lượng và nước trong thiết kế. Năm 2008, khu nghỉ mát đã nhận chứng nhận Silver LEED từ Hội đồng Xây dựng Xanh Hoa Kỳ, trở thành tòa nhà lớn nhất được chứng nhận LEED trên thế giới.

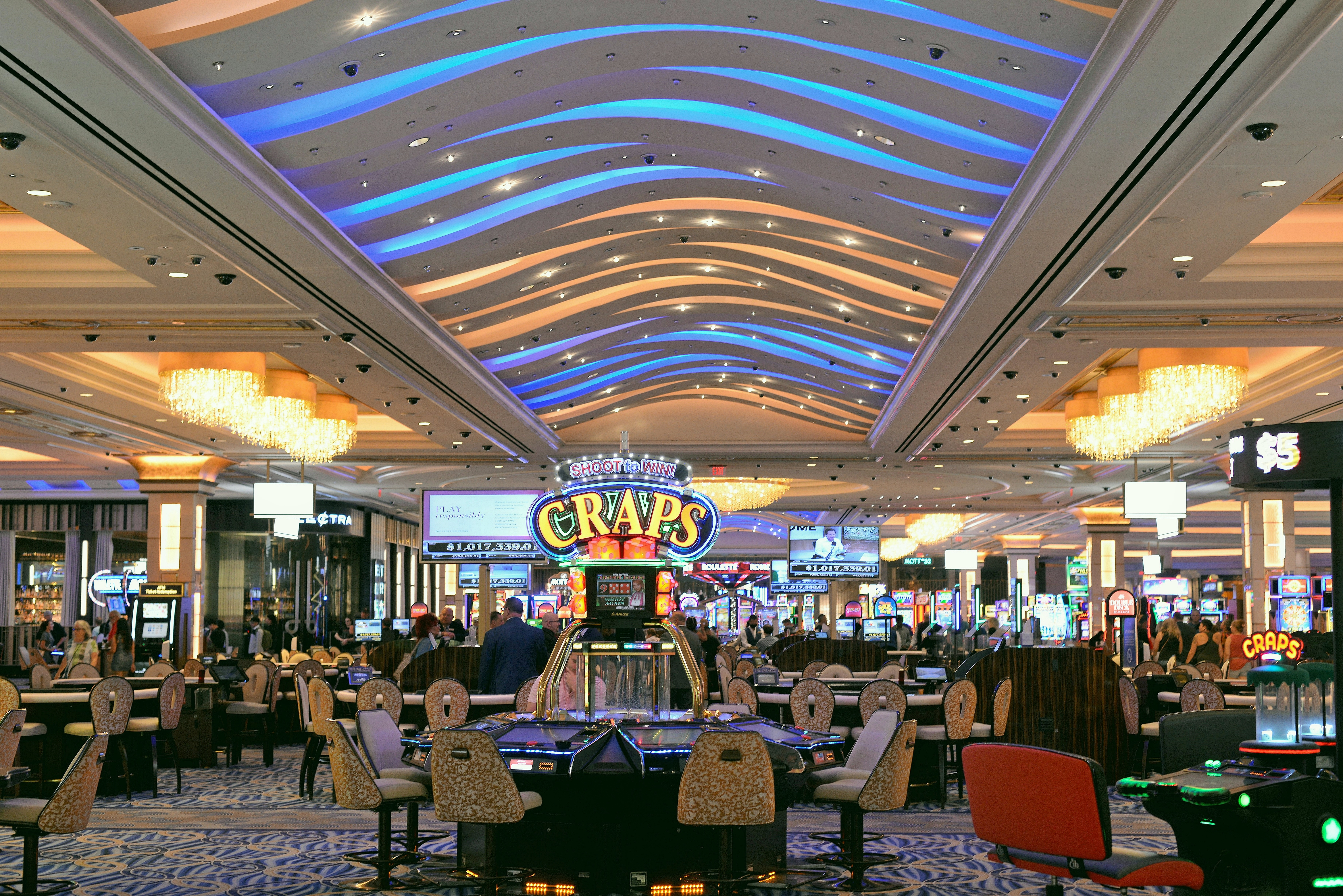
Sàn casino vào năm 2022

Palazzo bao gồm một trung tâm mua sắm, Grand Canal Shoppes, kết nối với Venetian. Palazzo cũng bao gồm Khu vực sảnh nước, với trang trí theo chủ đề theo mùa được giám sát bởi một đội ngũ các vườn quản lý, nhà vườn và kiến trúc sư. Các trang trí được trưng bày miễn phí, và các chủ đề bao gồm Tết Trung Quốc, Ngày Quốc khánh nước Mỹ, mùa thu, và Giáng sinh. Khu vực sảnh nước cạnh tranh với Bellagio Conservatory. Trong năm đầu tiên, khu vực sảnh nước cũng tổ chức một chương trình miễn phí mang tên The Living Garden, với các diễn viên mặc trang phục như tượng và cây nho.
Rosina, một quầy bar với thiết kế Art Deco gồm 65 chỗ ngồi, được mở cửa vào năm 2017, là một phần của dự án tái thiết trong hai năm gồm sàn casino và phòng khách sạn. Hoàn thành vào năm 2018, dự án bao gồm việc thêm ánh sáng màu lên trần nhà casino và sự xuất hiện của quầy bar mới Electra.

### Nhà hàng và câu lạc bộ
Ban đầu, The Palazzo đã có hơn một chục nhà hàng, từ các đầu bếp như Wolfgang Puck, Charlie Trotter và Guy Savoy. Các nhà hàng đáng chú ý bao gồm Grand Lux Cafe, nhà hàng Trung Quốc Woo và nhà hàng Mexico Dos Caminos. 40/40 Club, một quán bar thể thao và nhà hàng do rapper Jay-Z thành lập, đã được mở cửa cùng với sòng bạc. Tuy nhiên, nó đã đóng cửa chưa đến 9 tháng sau đó, và năm 2009 đã được thay thế bằng Lagasse's Stadium, một quán bar thể thao và nhà hàng mới từ đầu bếp Emeril Lagasse.
Vào tháng 8 năm 2008, khu nghỉ đã thêm vào Lavo, một nhà hàng và câu lạc bộ đêm được thiết kế giống như một nhà tắm. Adelson đã muốn doanh nghiệp được mở cửa sớm hơn, đổ lỗi cho các nhà phát triển vì những sự trì hoãn liên tiếp do việc thay đổi thiết kế. Ông đã chấm dứt hợp đồng thuê của câu lạc bộ vào tháng 3 năm 2008, tuyên bố rằng việc không mở cửa đúng hạn đã gây thiệt hại kinh doanh cho khu nghỉ. Một cuộc chiến pháp lý đã bùng nổ và tiếp tục sau khi câu lạc bộ mở cửa, cuối cùng được giải quyết vào năm 2009.
Woo đã đóng cửa vào năm 2010, và Dos Caminos đóng cửa vào năm tiếp theo, do mâu thuẫn trong hợp đồng thuê với Las Vegas Sands. Table 10, một nhà hàng khác của Lagasse, chuyên về món ăn Mỹ. Cuối cùng nó đã đóng cửa vào năm 2017. Lagassee's Stadium đã đóng cửa vào năm 2020, do đại dịch COVID-19.
Khi mở cửa ban đầu, khu nghỉ có ba nhà hàng thịt nướng, bao gồm Carnevino của đầu bếp Mario Batali. Sau 10 năm hoạt động, vào năm 2018, nhà hàng này đã đóng cửa sau khi có những cáo buộc về hành vi không đúng mực của Batali. Năm 2019, đầu bếp David Chang đã mở Majordomo Meat & Fish thay thế. Ông cũng mở một nhà hàng phục vụ nhanh, Moon Palace, vào năm 2020. Cả hai nhà hàng của Chang đã đóng cửa vào năm 2022, và đã được thay thế bằng nhà hàng mới của đầu bếp Eyal Shani. Năm 2022, đầu bếp người Nhật Tetsuya Wakuda đã mở nhà hàng đầu tiên tại Mỹ tại The Palazzo.

### St. Regis Residences
Các Căn hộ St. Regis tại Venetian Palazzo, Las Vegas là một tòa tháp chung cư chưa hoàn thành tọa lạc tại địa chỉ 3355 South Las Vegas Boulevard, nằm giữa Venetian và Palazzo.
Vào tháng 11 năm 2006, Las Vegas Sands đã đệ đơn xin phê duyệt từ Ủy ban Quận Clark để xây dựng một tòa tháp chung cư trên một phần đất của dự án Palazzo. Công trình xây dựng tòa tháp trị giá 465 triệu đô la bắt đầu vào đầu năm 2007, và dự kiến bán hàng chung cư sẽ bắt đầu vào tháng 9. Tòa tháp được xây dựng trên một tòa nhà bán lẻ có diện tích 90.000 foot vuông (8.400 m2) là một phần của dự án Palazzo. Cả tòa nhà bán lẻ và tòa tháp được xây dựng trên diện tích dưới 1 acre đất, trước đây là nơi có nhà hàng Rosewood Grille. Vào tháng 9 năm 2008, Las Vegas Sands và Starwood công bố một đối tác để mở tòa tháp dưới tên "Căn hộ St. Regis tại Venetian Palazzo, Las Vegas", lấy tên từ thương hiệu St. Regis Hotels & Resorts. Tòa tháp này bao gồm 398 căn hộ và dự kiến chi phí vào thời điểm đó là 600 triệu đô la. Theo thỏa thuận, Starwood sẽ quản lý tòa tháp khi nó được khai trương vào tháng 3 năm 2010.
Vào tháng 11 năm 2008, Las Vegas Sands đã tạm ngưng xây dựng vô thời hạn do tác động của Đại suy thoái. Cần thêm 18 tháng công việc để hoàn thành dự án, khi hoàn thành, tòa nhà này dự kiến sẽ có 50 tầng.  Vào tháng 11 năm 2009, Las Vegas Sands cho biết công việc sẽ tiếp tục tạm ngưng cho đến khi kinh tế cải thiện. Vào tháng 6 năm 2011, Las Vegas Sands đã bọc tòa nhà chưa hoàn thành bằng một lớp vải khổng lồ trị giá 1 triệu đô la, được in hình ảnh giả lập tòa nhà hoàn thành. Một phát ngôn viên của công ty cho biết cho đến khi quyết định được đưa ra đối với dự án, "Chúng tôi cho rằng nó phù hợp để cải thiện về mặt thẩm mỹ trong lúc chờ đợi. Chúng tôi muốn nó trông giống một tòa nhà hoàn chỉnh hơn, phù hợp với hai khu nghỉ dưỡng 5 sao như The Venetian và Palazzo." Michael Leven, Tổng giám đốc điều hành của Las Vegas Sands, có tầm nhìn về tòa tháp chưa hoàn thành từ văn phòng tầng ba của mình, và sau đó nói: "Tôi không thể chịu nhìn vào đống thép đó. Một ngày nào đó tôi ở dưới hồ bơi và nhận ra khách hàng của chúng tôi đang nhìn lên và nhìn chằm chằm vào đống thép đó. Chúng tôi đã đặt màn che lên và nó đã tồn tại tốt. Đôi khi bạn quên rằng nó đang ở đó nếu bạn đi ngang qua."
Vào tháng 4 năm 2014, ông Leven nói rằng tiền bạc không còn là vấn đề trong việc hoàn thành dự án nữa, ông nói: "Đó không còn là quyết định về tài chính nữa, nhưng chúng tôi muốn làm đúng việc," đề cập đến việc sử dụng cuối cùng của tòa nhà. Bởi vì thị trường căn hộ cao cấp và chung cư chung cư cao cấp không chắc chắn, ông Leven cho biết khó khăn để hoàn thành tòa tháp như là các căn hộ chung cư. Cho đến thời điểm đó, Las Vegas Sands đã xem xét việc hoàn thành và mở cửa tòa nhà dưới hình thức timeshare, nhưng ông Leven cho biết "con số không khớp". Leven cũng cho biết khả năng hoàn thành tòa tháp dưới hình thức mở rộng khách sạn cho Palazzo và Venetian cũng không có thực tế.

## Giải trí trực tiếp
Nhà hát của Palazzo có sức chứa 1.800 chỗ ngồi, được khai trương vào tháng 5 năm 2008 với chương trình trình diễn chính là Jersey Boys. Chương trình đã diễn ra cho đến năm 2011. Một chương trình tưởng nhớ Frank Sinatra được khai trương vào năm 2015, do nghệ sĩ hóa trang Bob Anderson thủ vai. Nghệ sĩ Clint Holmes cũng biểu diễn tại nhà hát một năm sau đó.
Một vở nhạc kịch mang tên Baz – Star Crossed Love được khai trương tại Nhà hát Palazzo vào năm 2016. Nó được dựa trên một số bộ phim của đạo diễn Baz Luhrmann, bao gồm Romeo + Juliet (1996), Moulin Rouge! (2001) và The Great Gatsby (2013). Baz đã đóng cửa vào năm 2018 và nhà hát trở nên ít hoạt động cho đến khi vở nhạc kịch Six được khai mạc trong một kỳ trình diễn kéo dài bảy tuần vào năm 2023.